# Logica

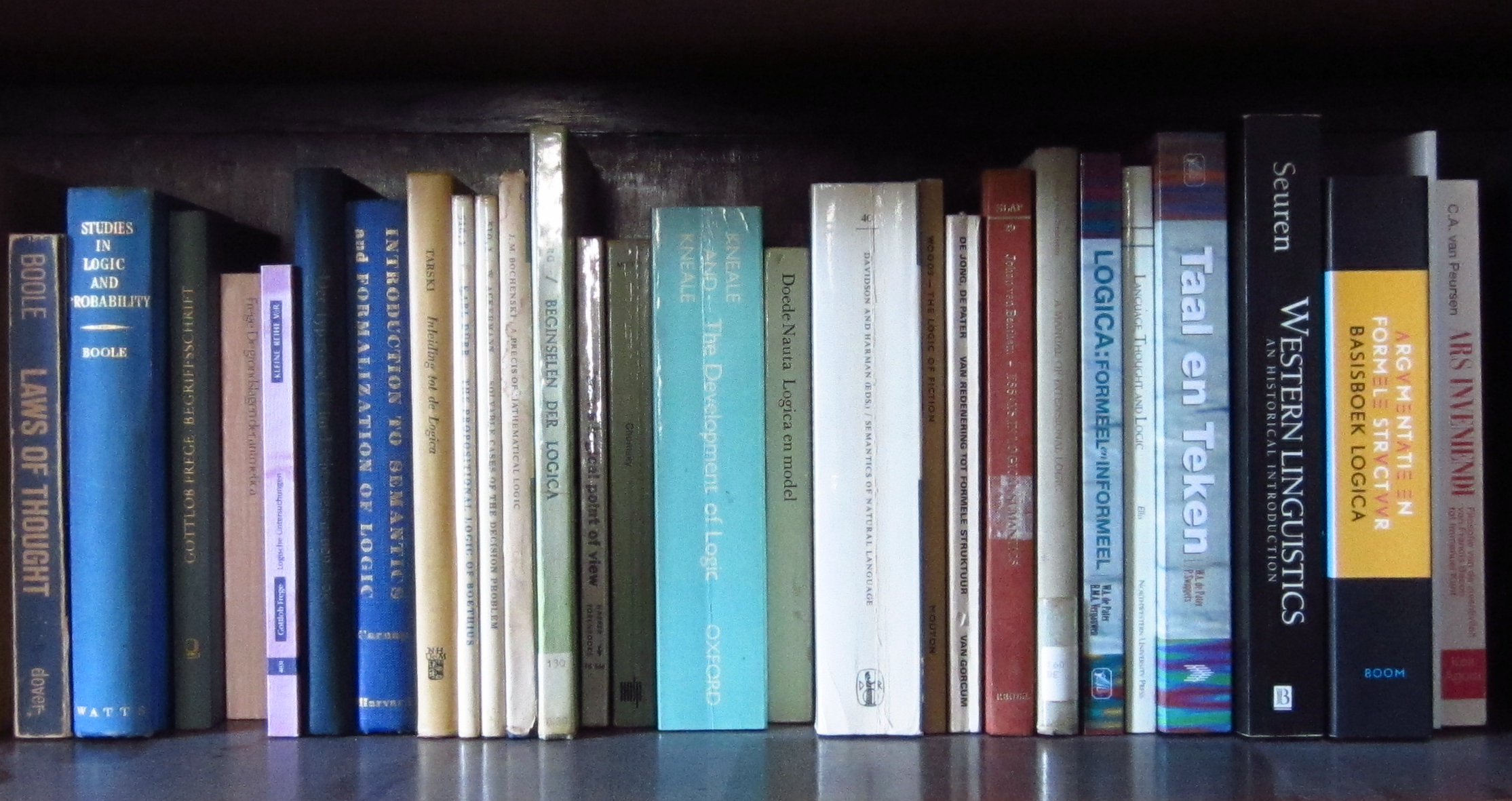
Boeken over logica

Logica of redeneerkunst is de wetenschap die zich bezighoudt met de formele regels van het redeneren. Traditioneel wordt de logica door de filosofie bestudeerd, maar zij wordt ook tot de wiskunde gerekend.
De logicus (meervoud: logici) is gespecialiseerd in deze tak van wetenschap, maar ook door wetenschappers binnen veel andere takken en subdisciplines van de wetenschap wordt veel gebruikgemaakt van de logica.

## Algemeen
Logica stamt van het Griekse woord λόγος of logos dat kan betekenen: betekenis, woord, idee, argument, rede of principe. Logica of formele logica is de leer van het strenge betoog en omvat sinds Aristoteles als hoofdbestanddelen:
- de leer van de bewering
- de leer van de definitie
- de leer van de gevolgtrekking
- de leer van het wetenschappelijk bewijs

Deze indeling is te vinden in de logische geschriften van Aristoteles, het Organon, en is tot op heden aanwezig in introducties in de logica. Er is een aanzienlijk verschil tussen de traditionele of klassieke logica, die op Aristoteles' syllogistische logica is gebaseerd, en de sinds de 19e eeuw ontwikkelde symbolische of wiskundige logica en predicatenlogica.
Als een formele wetenschap onderzoekt en classificeert de logica de structuur van beweringen en argumentaties, zowel door de studie van formele systemen van gevolgtrekking als door de studie van argumentaties in de natuurlijke taal. De studie van de logica reikt van kernzaken als de studie van drogredenen en paradoxen, tot gespecialiseerde analyse van redeneringen door gebruik van kansrekening en argumenten betreffende causaliteit. Logica wordt tegenwoordig ook gebruikt in argumentatieleer.

## Geschiedenis

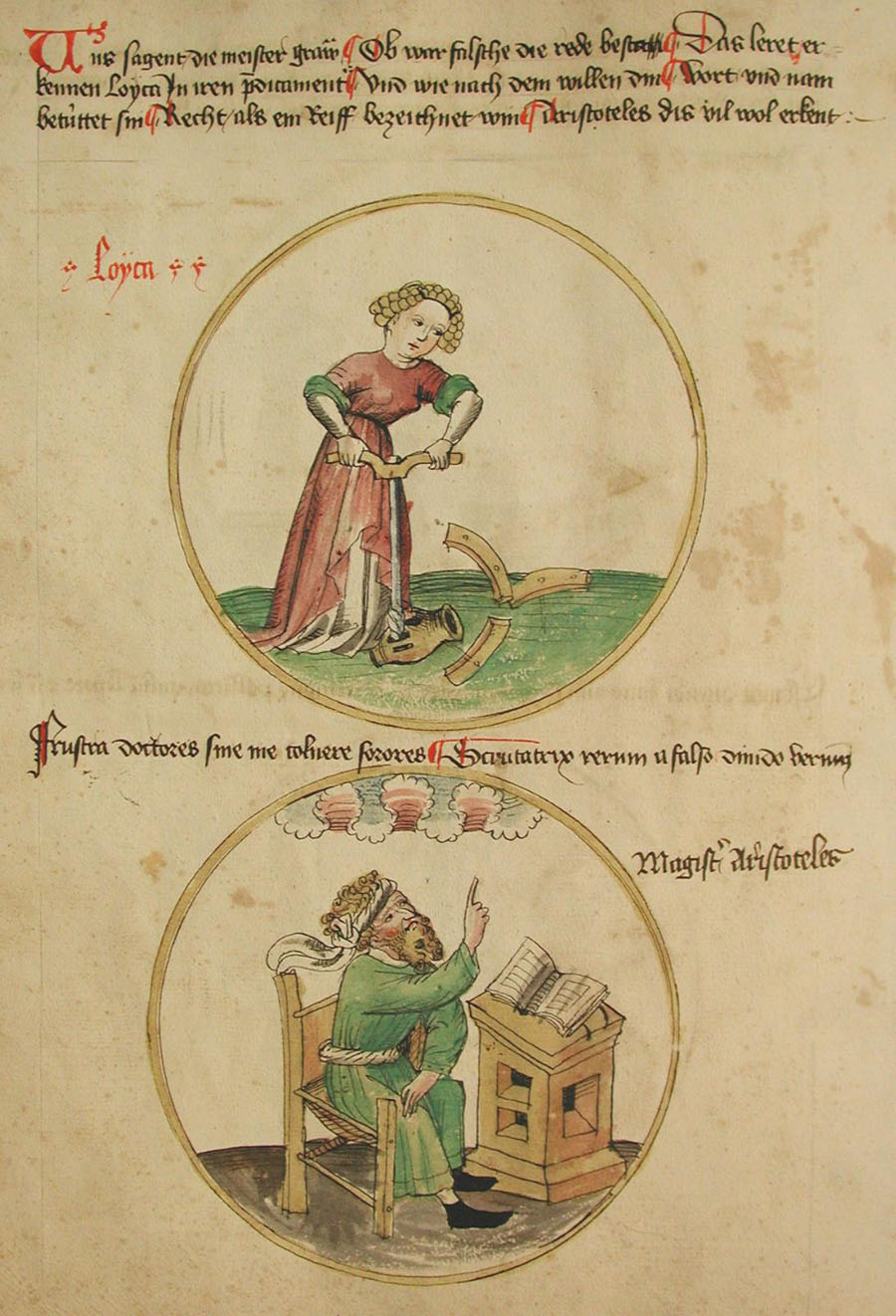
15de-eeuws manuscript met de Zeven vrije kunsten, Logica en Aristoteles

Meerdere antieke beschavingen hebben samenhangende systemen van redeneren gebruikt en vragen gesteld over logica of uitgesproken logische paradoxen.
In India bevat de Nasadiya Sukta van de Rig-Veda (RV 10.129) ontologische speculaties in termen van verschillende logische divisies. Deze zijn later formeel geherformuleerd als de vier cirkels van catuskoti: A, niet-A, A en niet-A en niet-A en niet-niet-A.
De Chinese filosoof Gongsun Long (ca. 325–250 v.Chr.) formuleerde de paradox één en één kunnen niet twee worden, aangezien geen van beide twee wordt. In China is de traditionele academische studie van logica onderdrukt tijdens de Qin-dynastie op voorspraak van de rechtsfilosoof Han Feizi.
Het eerste substantiële werk over logica dat overgeleverd is, is van Aristoteles. De moderne academische formele logica stamt af van de Griekse traditie.
Sinds de middeleeuwen wordt logica bestudeerd als een vertakking van filosofie, een deel van het klassieke trivium, dat bestond uit grammatica, retorica en logica.
Sinds halverwege de 19e eeuw wordt de formele logica bestudeerd in de context van de grondslagen van de wiskunde, waar het veelal symbolische logica genoemd wordt.
Een van de belangrijkste notatiemethodes voor logica werd geformuleerd door Gottlob Frege, een grote inspiratiebron voor Bertrand Russell, die in 1903 samen met Alfred North Whitehead trachtte de logica formeel tot de hoeksteen van de wiskunde te ontwikkelen met de publicatie van de Principia Mathematica. Met uitzondering van het elementaire gedeelte worden deze beginselen niet meer gebruikt en zijn ze grotendeels vervangen door de verzamelingenleer.
In de verdere ontwikkeling van de studie van formele logica ging het onderzoek niet alleen meer over fundamentele onderwerpen. De studie van verschillende toepassingen op het gebied van de wiskunde resulteerde in de opkomst van een wiskundige logica. De ontwikkeling van formele logica en haar implicaties voor computers behoort tot de fundamenten van de computerwetenschap.

## Soorten logica
Er zijn verschillende soorten logica ontwikkeld, waaronder:
- Syllogisme of syllogistiek — De eerste formele logica (ontwikkeld door Aristoteles).
- Propositielogica — Proposities zijn eenvoudige beweringen die al dan niet waar kunnen zijn.
- Predicatenlogica — De predicatenlogica is een uitbreiding van de propositielogica.
- Typenlogica — Doet uitspraken over predicaten van een willekeurige orde.
- Modale logica — Formaliseert modaliteiten.
- Niet-monotone logica - het toevoegen van kennis kan leiden tot het verwerpen van eerder geldige conclusies
- Tijdslogica — Formaliseert temporele informatie.
- Meerwaardige logica waaronder fuzzy logic — In (onder andere) de booleaanse logica kent elke uitspraak maar twee mogelijke antwoorden: waar, wat we aanduiden met 1, en onwaar, wat we aanduiden met 0. Er bestaan verschillende andere soorten logica waarbij dit principe niet geldt en waarbij een uitspraak dus bijvoorbeeld drie of zelfs oneindig veel mogelijke antwoorden heeft.
- Preferentiële logica of a-logica — Wordt gebruikt in de Managementtheorie.
- Paraconsistente logica — Verwerpt contradicties niet, maar neemt deze op.
- Wiskundige logica
- Driewaardige logica